# Disney's Tarzan: Freeride
Tarzan: FreeRide, (känt som Tarzan: Untamed i Nordamerika) är ett 2001 action-äventyrsspel som utvecklats av Ubisoft Montreal för Playstation 2 och var en lanseringstitel för Gamecube.